# 龙陵锥
龙陵锥（学名：Castanopsis rockii）为壳斗科锥属下的一个种。

## 扩展阅读
- 維基物種上的相關：龙陵锥